# Heinrich Götz
Pour les articles homonymes, voir Götz et Goetz.
Le titre de cet article contient le caractère ö. Quand celui-ci n'est pas disponible ou n'est pas désiré, le nom de l'article peut être représenté comme Heinrich Goetz.
Heinrich Götz (1er janvier 1896 à Hanovre et mort le 31 janvier 1960 à Oberaudorf), est un Generalleutnant allemand au sein de la Heer dans la Wehrmacht pendant la Seconde Guerre mondiale.
Il a été décoré de la croix de chevalier de la croix de fer avec feuilles de chêne. La croix de chevalier de la croix de fer et son grade supérieur, les feuilles de chêne, sont attribués en reconnaissance d'un acte d'une extrême bravoure ou d'un succès de commandement important du point de vue militaire.

## Biographie
Heinrich Götz s'engage en 1914 comme volontaire de guerre dans le 5e régiment à pied de la Garde (de) et sert comme officier pendant la Première Guerre mondiale.
Heinrich Götz est capturé en 1945 et reste en captivité jusqu'en 1948.

## Décorations
- Croix de fer (1914)
  - 2e classe (25 octobre 1915)
  - 1re classe (19 mars 1917)
- Insigne des blessés (1914)
  - en noir
- Croix d'honneur
- Médaille des Sudètes
- Agrafe de la croix de fer (1939)
  - 2e classe (30 septembre 1939)
  - 1re classe (6 octobre 1939)
- Médaille du Front de l'Est
- Croix de chevalier de la croix de fer avec feuilles de chêne
  - Croix de chevalier le 3 mai 1942 en tant que Oberstleutnant et commandant du Infanterie-Regiment 466[1]
  - 623e feuilles de chêne le 5 mars 1945 en tant que Generalmajor et commandant de la 21e division d'infanterie[2]
- Mentionné dans le bulletin radiophonique Wehrmachtbericht (28 septembre 1944)